# 沙勒维尔-梅济耶尔区
沙勒维尔-梅济耶尔区（法語：arrondissement de Charleville-Mézières）是法国阿登省所辖的一个区。总面积1825.3平方公里，总人口156039，人口密度85人/平方公里（2018年）。主要城镇为沙勒维尔-梅济耶尔。

## 辖区
沙勒维尔-梅济耶尔区辖有157个市镇。